# Edgar Allan Poe Award per il miglior primo romanzo
L'Edgar Allan Poe Award per il miglior primo romanzo è stato istituito nel 1946.
Sono idonei per il premio solo i romanzi d'esordio scritti da autori statunitensi (anche naturalizzati); l'opera può essere pubblicata in copertina rigida, tascabile o e-book] Non sono idonei per il premio gli autori che abbiano già pubblicato un romanzo di qualsiasi genere o con qualsiasi nome, fanno eccezione le autopubblicazioni.

## Elenco vincitori

### Anni 1946-1949
- 1946: Watchful at Night, di Julius Fast
- 1947: The Horizontal Man, di Helen Eustis
- 1948: Sangue nel vicolo (The Fabulous Clipjoint), di Fredric Brown
- 1949: The Room Upstairs, di Mildred B. Davis

### Anni 1950-1959
- 1950: What A Body, di Alan Green
- 1951: Nightmare in Manhattan, di Thomas Walsh
- 1952: Strangle Hold, di Mary McMullen
- 1953: Non piangere per me (Don't Cry for Me), di William C. Gault
- 1954: Un bacio prima di morire (A Kiss Before Dying), di Ira Levin
- 1955: Go, Lovely Rose, di Jean Potts
- 1956: The Perfectionist, di Lane Kauffman
- 1957: Rebecca's Pride, di Donald Mcnutt
- 1958: Knock and Wait a While, di William Rawle Weeks
- 1959: The Bright Road to Fear, di Richard Martin Stern

### Anni 1960-1969
- 1960: The Grey Flannel Shroud, di Henry Slesar
- 1961: The Man in the Cage, di John Holbrooke Vance
- 1962: La pietra verde (The Green Stone), di Suzanne Blanc
- 1963: The Fugitive, di Robert L. Fish
- 1964: Florentine Finish, di Cornelius Hirschberg
- 1965: Friday the Rabbi Slept Late, di Harry Kemelman
- 1966: La calda notte dell'ispettore Tibbs (In the Heat of the Night), di John Ball
- 1967: The Cold War Swap, di Ross Thomas
- 1968: Act of Fear, di Michael Collins
- 1969: Tie: Silver Street, di E. Richard Johnson; ex aequo: The Bait, di Dorothy Uhnak

### Anni 1970-1979
- 1970: A Time of Predators, di Joe Gores
- 1971: The Anderson Tapes, di Lawrence Sanders
- 1972: Finding Maubee, di A. H. Z. Carr
- 1973: Squaw Point, di R. H. Shimer
- 1974: The Billion Dollar Sure Thing, di Paul Erdman
- 1975: Giovedì mi ucciderai (Fletch), di Gregory Mcdonald
- 1976: The Alvarez Journal, di Rex Burns
- 1977: The Thomas Berryman Number, di James Patterson
- 1978: A French Finish, di Robert Ross
- 1979: Indice di tradimento (Killed in the Ratings), di William L. DeAndrea

### Anni 1980-1989
- 1980: The Lasko Tangent, di Richard North Patterson
- 1981: The Watcher, di K. Nolte Smith
- 1982: Chiefs, di Stuart Woods
- 1983: The Butcher's Boy, di Thomas Perry
- 1984: The Bay Psalm Book Murder, di Will Harriss
- 1985: Strike Three, You're Dead, di R. D. Rosen
- 1986: Trauma (When the Bough Breaks), di Jonathan Kellerman
- 1987: No One Rides for Free, di Larry Beinhart
- 1988: Death Among Strangers, di Deidre S. Laiken
- 1989: Carolina Skeletons, di David Stout

### Anni 1990-1999
- 1990: The Last Billable Hour, di Susan Wolfe
- 1991: Postmortem (Postmortem), di Patricia Cornwell
- 1992: Il nero dell'arcobaleno (Slow Motion Riot), di Peter Blauner
- 1993: La memoria del topo (The Black Echo), di Michael Connelly
- 1994: Il segreto di Eva (A Grave Talent) di Laurie King
- 1995: L'uomo della caverna (The Caveman's Valentine), di George Dawes Green
- 1996: Penance, di David Housewright
- 1997: Simple Justice, di John Morgan Wilson
- 1998: Los Alamos, di Joseph Kanon
- 1999: Un giorno freddo in paradiso (A Cold Day in Paradise), di Steve Hamilton

### Anni 2000-2009
- 2000: The Skull Mantra, di Eliot Pattison
- 2001: L'apprendista (A Conspiracy of Paper), di David Liss
- 2002: L'uomo nascosto (Line of Vision), di David Ellis
- 2003: The Blue Edge of Midnight, di Jonathon King
- 2004: Death of a Nationalist, di Rebecca Pawel
- 2005: La luna lontana e il profumo del tè (Country of Origin), di Don Lee
- 2006: Officer Down, di Theresa Schwegel[2]
- 2007: The Faithful Spy, di Alex Berenson[3]
- 2008: Nel bosco (In the Woods), di Tana French[4]
- 2009: The Foreigner, di Francie Lin[5]

### Anni 2010-2019
- 2010: Menti oscure (In the Shadow of Gotham) di Stefanie Pintoff[6]
- 2011: Il piromane (Rogue Island) di Bruce DeSilva
- 2012:  Bent Road di Lori Roy, vincitore[7][8]
  - Red on Red, di Edward Conlon
  - Last to Fold, di David Duffy
  - All Cry Chaos, di Leonard Rosen
  - Purgatory Chasm, di Steve Ulfelder
- 2013: Il sospetto (The Expats) di Chris Pavone
- 2014: Red Sparrow di Jason Matthews, vincitore[9]
  - The Resurrectionist, di Matthew Guinn
  - Ghostman, di Roger Hobbs
  - Rage Against the Dying, di Becky Masterman
  - Reconstructing Amelia, di Kimberly McCreight[10]
- 2015: Dry Bones in the Valley, di Tom Bouman, vincitore[11][12]
  - Invisible City, di Julia Dahl
  - Verità sepolte (The Life We Bury), di Allen Eskens
  - Bad Country, di C. B. McKenzie
  - Shovel Ready, di Adam Sternbergh
  - Murder at the Brightwell, di Ashley Weaver
- 2016: Il simpatizzante (The Sympathizer) di Viet Thanh Nguyen[13]
- 2017: Under the Harrow di Flynn Berry[14]
- 2018: Educazione criminale (She Rides Shotgun) di Jordan Harper[15]
- 2019: Bearskin di James A. McLaughlin, vincitore[16]
  - A Knife in the Fog, di Bradley Harper
  - The Captives, di Debra Jo Immergut
  - The Last Equation of Isaac Severy, di Nova Jacobs
  - La ragazza della palude (Where the Crawdads Sing), di Delia Owens

### Anni 2020-s
- 2020: Miracle Creek, di Angie Kim, vincitore[17]
  - My Lovely Wife, di Samantha Downing
  - The Good Detective, di John McMahon
  - The Secrets We Kept, di Lara Prescott
  - Three-Fifths, di John Vercher
  - American Spy, di Lauren Wilkinson
- 2021: Please See Us, di Caitlin Mullen, vincitore[18][19]
  - Murder in Old Bombay di Nev March
  - Catherine House, di Elisabeth Thomas
  - Winter Counts, di David Heska Wanbli Weiden
  - Darling Rose Gold, di Stephanie Wrobel
- 2022: Deer Season, di Erin Flanigan, vincitore[20]
  - Never Saw Me Coming di Vera Kurian
  - Suburban Dicks, di Fabian Nicieza
  - What Comes After, di JoAnne Tompkins
- 2023: Don’t Know Tough, di Eli Cranor, vincitore[21]
  - Jackal, di Erin E. Adams
  - Shutter, di Ramona Emerson
  - More Than You’ll Ever Know, di Katie Gutierrez
  - Portrait of a Thief, di Grace D. Li
  - The Damage di Caitlin Wahrer
- 2024: The Peacock and the Sparrrow, di I.S. Berry, vincitore[22]
  - The Golden Gate, di Amy Chua
  - Small Town Sins, di Ken Jaworowski
  - The Last Russian Doll, di Kristen Loesch
  - Murder by Degrees, di Ritu Mukerji
  - Jackal di Erin E. Adams